# Phoebe Nicholls
Pour les articles homonymes, voir Nicholls.
Phoebe Nicholls, née le 7 avril 1957 à Londres (Royaume-Uni), est une actrice anglaise .

## Filmographie
- 1964 : Le Mangeur de citrouilles (The Pumpkin Eater) : Child
- 1965 : Le Train des épouvantes (Dr. Terror's House of Horrors) : Carol Rogers
- 1967 : Chaque soir à neuf heures (Our Mother's House) : Gerty Hook
- 1969 : Love (Women in Love) : Winifred Crich
- 1977 : Alternative 3 (téléfilm) : Harry's girlfriend
- 1979 : Secret Orchards (téléfilm) : Stella
- 1980 : Elephant Man (The Elephant Man) : Merrick's Mother
- 1980 : Salade russe et Crème anglaise (Blade on the Feather) (téléfilm) : Christabel Cavendish
- 1981 : Pictures (feuilleton TV) : Babs
- 1981 : Brideshead Revisited (feuilleton TV) : Cordelia Flyte
- 1982 : Drôle de missionnaire (The Missionary) : Deborah Fitzbanks
- 1983 : Party Party : Rebecca
- 1983 : All for Love (téléfilm) : Christine
- 1984 : Ordeal by Innocence : Tina Argyle
- 1987 : Gentry : Susannah
- 1987 : Maurice : Anne Durham
- 1990 : Drowning in the Shallow End (téléfilm) : Sarah
- 1994 : Heart of Darkness (téléfilm) : The Intended
- 1995 : Persuasion : Elizabeth Elliot
- 1996 : Les Voyages de Gulliver (Gulliver's Travels) (téléfilm) : Empress of Lilliput
- 1997 : May and June (téléfilm) : May Thrace
- 1997 : Le Mystère des fées : Une histoire vraie (FairyTale: A True Story) : Polly Wright
- 1999 : Second Sight (téléfilm) : Judith Bendrix
- 2000 : Il était une fois Jésus (The Miracle Maker) (voix)
- 2002 : Shackleton (téléfilm) : Emily Shackleton
- 2003 : Prime Suspect 6 (téléfilm) : Shaw
- 2004 : Hawking (téléfilm) : Isobel Hawking
- 2012 : Downton Abbey (3 épisodes) : Susan MacClare, marquise de Flintshire
- 2015 : Fortitude (9 épisodes) : Dr Margaret Allerdyce (VF : Marie-Martine (actrice))
- 2016 : Docteur Thorne  : Comtesse de Courcy
- 2017 : Les Enquêtes de Morse - Le serment d'Hippocrate (saison 4, épisode 3) : Caroline Bryce-Morgan
- 2019 : Traitres (série télévisée) : Frippy Symonds
- 2024 : Eric : Anne Anderson